# Sparkassen Giro Bochum 2006
Lo Sparkassen Giro Bochum 2006, nona edizione della corsa, valido come evento dell'UCI Europe Tour 2006 categoria 1.1, si svolse il 13 agosto 2006 su un percorso di 175,2 km. Fu vinto dal tedesco Jens Voigt, che terminò la gara in 3h 53' 26" alla media di 45,03 km/h.
Alla partenza erano presenti 171 ciclisti, dei quali 102 portarono a termine il percorso.

## Ordine d'arrivo (Top 10)
| Pos. | Corridore      | Squadra       | Tempo    |
| ---- | -------------- | ------------- | -------- |
| 1    | Jens Voigt     | Team CSC      | 3h53'26" |
| 2    | André Korff    | T-Mobile Team | a 20"    |
| 3    | Erik Zabel     | Team Milram   | s.t.     |
| 4    | Mark Cavendish | Sparkasse     | s.t.     |
| 5    | David Kopp     | Gerolsteiner  | s.t.     |
| 6    | Danilo Hondo   | Team Lamonta  | s.t.     |
| 7    | Marcel Sieberg | Wiesenhof     | s.t.     |
| 8    | Nikolas Maes   | Choc. Jacques | s.t.     |
| 9    | Nick Ingels    | Davitamon     | s.t.     |
| 10   | Artur Gajek    | Wiesenhof     | s.t.     |